# Mouzillon

Localització de Mouzillon

Mouzillon (en bretó Maodilon, en gal·ló Saent-Filber-Graund-Loeen) és un municipi francès, situat a la regió de país del Loira, al departament de Loira Atlàntic, que històricament ha format part de la Bretanya. L'any 2006 tenia 2.418 habitants. Limita amb els municipis de Vallet, Le Pallet, Monnières, Gorges i Clisson a Loira Atlàntic, Tillières i Saint-Crespin-sur-Moine a Maine i Loira.

## Demografia
| 1962                                       | 1968  | 1975  | 1982  | 1990  | 1999  |
| ------------------------------------------ | ----- | ----- | ----- | ----- | ----- |
| 1.327                                      | 1.357 | 1.404 | 1.554 | 1.679 | 1.760 |
| Des de 1962: població sense dobles comptes |       |       |       |       |       |

## Administració
| Període   | Identitat         | Partit |
| --------- | ----------------- | ------ |
| 1995-2001 | Michel Chiron     |        |
| 2001-     | Patrick Baleydier | UMP    |